# Asparagus squarrosus
Asparagus squarrosus là một loài thực vật có hoa trong họ Măng tây. Loài này được J.A.Schmidt mô tả khoa học đầu tiên năm 1852.